# Шёнберг (Гольштейн)
Шёнберг (нем. Schönberg) — община в Германии, в земле Шлезвиг-Гольштейн.
Входит в состав района Плён. Население составляет 6719 человек (на 31 декабря 2010 года). Занимает площадь 11,64 км².